# Культ императора

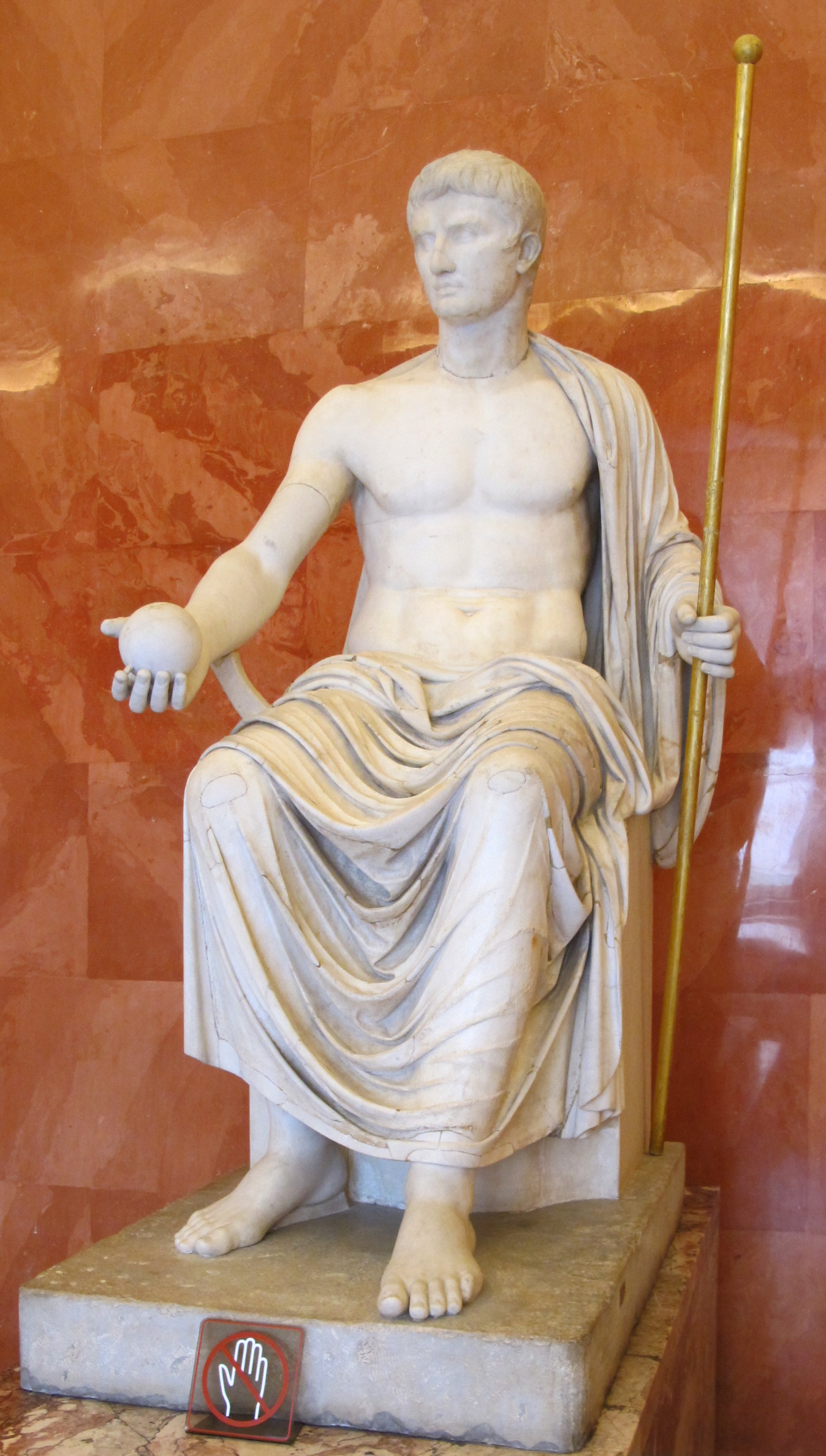
Статуя Августина

Ку́льт импера́тора — разновидность государственной религии, при которой император (или императорская династия) почитается как бог или полубог, или объявляется мессией. Слово «культ» в данном случае означает религиозный культ. При этом речь может идти как о эвгемерическом культе личности, так и об этническом (египетский фараон, эфиопский император, японский император), и надэтническом, если речь идёт о полиэтническом государстве (китайский император, римский император). Божественный царь является монархом, который имеет особое религиозное значение для своих подданных, и служит как глава государства и воплощённое божество или главный религиозный деятель. Эта форма правления сочетает в себе теократию и абсолютную монархию.

## История

### Древний Египет
В Древнем Египте на протяжении всей его истории фараон понимался как воплощения бога Хора (Гора) и Хатхор (позднее Исиды или Нут).

### Древний Китай
В императорском Китае монарх именовался Сыном Неба. Как принадлежащий к небесному роду и его представитель на Земле, китайский император был законодателем Поднебесной и носителем небесного мандата, а его воля считалась священным указанием. Таковыми, например, были Жёлтый император и Нефритовый император.

### Древний Рим
Ещё до воцарения Гая Юлия Цезаря в древнеримском обществе имели место зачатки священной монархии. Так в ранней истории Древнего Рима цари были духовными вождями и патрициями, занимая положение в обществе выше, чем фламины. Примером таких царей был Нумитор. Позднее только тесно связанный с плебсом титул rex sacrorum напоминал об этом.
Один из основателей Рима Ромул был отождествлён с «непобеждённым богом» Квирином, к которому впоследствии возводили свою родословную все римские цезари.
Марк Теренций Варрон писал о сокровенности и могуществе римского царства (лат. adytum et initia regis), недоступного простым непосвящённым.
Плутарх писал о том, как греческий посол заявил римскому Сенату, что ощущает себя будто в середине «целого сообщества царей».
По мере развития Римской империи культ императора постепенно был установлен, что выразилось в поклонении римским императорам как богам, затем стало естественной частью римской религии. Начало этому положил Октавиан Август.
Культ распространился по всей империи в течение нескольких десятилетий, причём сильнее на востоке, чем на западе страны. Диоклетиан упрочил культ императора, введя проскинезу и установив священным всё, что так или иначе относилось к личности императора.
Обожествление императоров в Византийской империи прекратилось с введением христианства Константином Великим.

### Древняя Япония
В древней Японии было принято для каждого рода возводить свою родословную к одному из богов (удзигами), а императорская семья или отдельный клан обычно определяли своего ками как самого главного и важного из всех. В дальнейшем это стало обычаем в знатных семьях, главы которых, включая и императора, не обожествлялись. Это происходило вплоть до Мэйдзи Исин, когда японский император начал почитаться на волне подъёма национализма.
- Арахитогами[англ.] — понятие о «боге, который стал как человек», применяемое к императору Хирохито после окончания Второй мировой войны и подписания Нингэн-сэнгэн.

### Древняя Юго-Восточная Азия
Дэвараджа — индуистско-буддийский религиозный культ обожествления царственной семьи. Предполагается, что данный культ возник путём синкретизма, соединив индуизм и с культом предков австронезийских народов. Монарх здесь рассматривается как живое воплощение Шивы и Вишну, что восходит к Чакравартину. В политике подобное рассматривается как божественная воля в законах монарха. Исторически дэвараджа была на Яве и в Камбодже, где расположены Прамбанан и Ангкор-Ват.
В государстве Матарам было принято возводить храм (англ. candi), чтобы почтить душу умершего монарха. Образ гарбхагрихи представляет монарха как бога, поскольку считалось, что душа сливается с богом на Сварге. На Яве традиция обожествления монарха распространилась в XV веке Кедири и Маджапахит. Традиция публичного почитания короля Камбоджи и короля Таиланда является продолжением дэвараджа. Сусухунан в Суракарте и султанат Джокьякарты являются прямыми преемниками основанного в XVII веке султаната Матарам, который, в свою очередь, причисляет себя к преемниками Матарама.